# 김석원 (금융인)
김석원(1947년 ~ )은 대한민국의 금융인, (前) 행정 공무원이다. 2009년 10월, 사단법인 신용정보협회의 초대 회장으로 선임되었다.

## 학력
- 청주고등학교
- 경희대학교 법과대학 (행정학)
- 일본 히도츠바시대학교 상학(금융론) 석사
- 서울대학교 세계 경제최고전략과정
- 경희대학교 경제학 박사

## 경력
행정고시 19회로 재무부 이재국•국제금융국에서 근무하였고, 재정경제부 중소금융과장, 금융•부동산실명단 총괄반장, 보험제도과장 등을 거쳐, 일본 대장성에 파견 연구관으로 재직하였다. 이후 재정경제부 본부국장, 한국국제조세교육센터 소장, 미국 미시간대(금융연구센터)의 Visiting Scholar로서 활동하였으며, 금융감독위원회 기획행정실장, 금융감독위 및 금융감독원 합동대변인, 예금보험공사 부사장, 상호저축은행중앙회 회장을 역임하였다.

## 참고 자료
- (한국어) 신용정보협회 김석원 회장 소개